# Emse-patak
Emse-patak är ett vattendrag i Ungern.   Det ligger i provinsen Pest, i den centrala delen av landet, 40 km öster om huvudstaden Budapest.